# マルクス・フォーテン
マルクス・フォーテン（Markus Fothen、1981年9月9日 - ）は、ドイツ・カールスト出身の自転車競技（ロードレース）選手。実弟である、トーマス・フォーテンもロードレース選手である。

## 経歴
2003年、欧州選手権及び世界選手権・U-23の個人タイムトライアル（ITT）を優勝。
翌2004年、ゲロルシュタイナーと契約を結んでプロ転向。2005年のジロ・デ・イタリアに初出場し、総合12位と健闘した。また、同年の第1回チームタイムトライアル・アイントホーフェンではゲロルシュタイナーのメンバーとして優勝に貢献。2006年、ツール・ド・フランスに初出場し、総合15位（新人賞部門2位）に入った。
ゲロルシュタイナーが2008年シーズン限りで解散したため、2009年、チーム・ミルラムに移籍した。弟のトーマスも同様に、ゲロルシュタイナーからチーム・ミルラムに移籍している。